# Emma (miniserie televisiva)
Emma è una miniserie televisiva britannica del 2009, basata sull'omonimo romanzo di Jane Austen. Nel 2010 l'attrice protagonista Romola Garai ha ricevuto una nomination ai Golden Globe 2011 come "Miglior attrice in una miniserie".

## Personaggi e interpreti
- Emma Woodhouse, interpretata da Romola Garai.
- Mr George Knightley, interpretato da Jonny Lee Miller.
- Mr. Woodhouse, interpretato Michael Gambon.
- Miss Bates, interpretata da Tamsin Greig.
- Frank Churchill, interpretato da Rupert Evans.
- Mr. Weston, interpretato da Robert Bathurst.
- Anne Taylor/Weston, interpretata da Jodhi May.
- Harriet Smith, interpretata da Louise Dylan.
- Mr. Elton, interpretato da Blake Ritson.
- Augusta Elton, interpretata da Christina Cole.
- Jane Fairfax, interpretata da Laura Pyper.

## Puntate
La miniserie è composta da quattro puntate, andate in onda su BBC One nell'ottobre 2009, dirette da Jim O'Hanlon e scritte da Sandy Welch.
In Italia è stata trasmessa in prima visione da LaEFFE-RTV dal 2 giugno al 23 giugno 2013.
| Puntate         | Prima TV originale | Prima TV Italia |
| --------------- | ------------------ | --------------- |
| Prima puntata   | 4 ottobre 2009     | 2 giugno 2013   |
| Seconda puntata | 11 ottobre 2009    | 9 giugno 2013   |
| Terza puntata   | 18 ottobre 2009    | 16 giugno 2013  |
| Quarta puntata  | 25 ottobre 2009    | 23 giugno 2013  |

### Ascolti nel Regno Unito
- Prima puntata: 4.840.000 telespettatori[1]
- Seconda puntata: 4.120.000 telespettatori[1]
- Terza puntata: 3.320.000 telespettatori[2]
- Quarta puntata: 3.660.000 telespettatori

## Premi e riconoscimenti
Golden Globe 2011:
- Nomination miglior attrice in una miniserie a Romola Garai

Emmy Awards 2010:
- Vinto: Miglior trucco e acconciatura in una miniserie a Anne Oldham
- Nomination miglior casting per una miniserie a Gemma Hancock e Sam Stevenson
- Nomination migliori costumi in una miniserie a Rosalind Ebbutt e Amanda Keable
- Nomination miglior attore in una miniserie a Michael Gambon

Satellite Award 2010:
- Nomination miglior miniserie

OFTA Television Award 2010:
- Nomination miglior scenografia in una miniserie
- Nomination migliori costumi

RTS Craft & Design Award 2010:
- Nomination miglior musica in una miniserie a Samuel Sim

Magnolia Award 2010:
- Nomination miglior regia in una miniserie a Jim O'Hanlon[3]